# Xoài Lippens
Xoài 'Lippens' là tên một giống xoài  có nguồn gốc ở khu vực miền nam Florida.

## Lịch sử
Cây ban đầu được trồng từ một hạt xoài Haden được trồng trên đất đai của Peter và Irene Lippens ở Miami, Florida vào năm 1931. Cây được cho quả đầu tiên vào năm 1938 và việc nhân giống thương mại bắt đầu vào năm 1945. Một phân tích phả hệ năm 2005 chỉ ra rằng Lippens thực sự là một hạt giống từ giống của loài Haden.
Lippens được mô tả bởi Diễn đàn Florida Mango năm 1947, và được ghi nhận về chất lượng của quả, ra quả nhiều và khả năng kháng bệnh tốt. Do đó, nó được coi là có tiềm năng thương mại tốt. Mặc dù nó không bao giờ được trồng đại trà, nhưng giống này được bán ở quy mô hạn chế tại các vườn ươm cho người trồng tại nhà ở Florida. Lippens cũng là cha mẹ của một số quả xoài Florida, bao gồm cả Irwin, Jewel và Golden Lippens.
Cây Lippens được trồng trong các bộ sưu tập của kho lưu trữ mầm của USDA ở Miami, Florida, Trung tâm nghiên cứu và giáo dục nhiệt đới của Đại học Florida ở Homestead, Florida, và Công viên trái cây và gia vị Miami-Dade, cũng ở Homestead.

## Miêu tả
Quả Lippens có hình trứng thuôn dài và trung bình nặng khoảng một pound khi trưởng thành. Đỉnh tròn và không có mũi khoằm. Da có màu vàng khi trưởng thành và phát triển một màu hồng hoặc đỏ thẫm. Thịt có màu vàng đậm. Nó ngọt, không có chất xơ và chứa một hạt đơn phôi. Quả thường chín từ cuối tháng sáu đến tháng bảy ở Florida.
Cây là một giống cây trồng mạnh mẽ, phát triển đến kích thước trung bình với tán cây nhỏ gọn và rậm rạp.